# 和歌山県道41号潮岬周遊線
和歌山県道41号潮岬周遊線（わかやまけんどう41ごう しおのみさきしゅうゆうせん）は、和歌山県東牟婁郡串本町串本から同町潮岬を経て同町串本に至る主要地方道に指定された県道である。

## 概要
潮岬を周遊しており、起点と終点が共に国道42号と接続している。
全体のうち8.6 kmの区間は、半島の西側を通ずる県道串本潮岬線の代替路として半島の東側を通ずる県道潮岬線を改良した和歌山県営潮岬有料道路として開業し、潮岬灯台を中心に、潮岬観光タワーを経て串本町出雲に至る5.0 kmの東回り線は1969年3月1日に、残りの西回り線3.6 kmは1972年4月28日にそれぞれ開通。1985年7月1日に無料開放された。

### 路線データ
- 起点：東牟婁郡串本町串本[5]（潮岬西入口交差点＝国道42号交点）
- 終点：東牟婁郡串本町串本[5]（潮岬東入口交差点＝国道42号交点）
- 重要な経過地：東牟婁郡串本町潮岬[5]
- 路線延長：10.3 km（実延長10.254km）[要出典]

## 歴史
- 1993年（平成5年）5月11日 - 建設省が県道串本潮岬線の一部、県道潮岬線を潮岬周遊線として主要地方道に指定[6]。
- 1994年（平成6年）4月1日 - 和歌山県が潮岬周遊線として県道路線認定[5]。

## 地理

### 通過する自治体

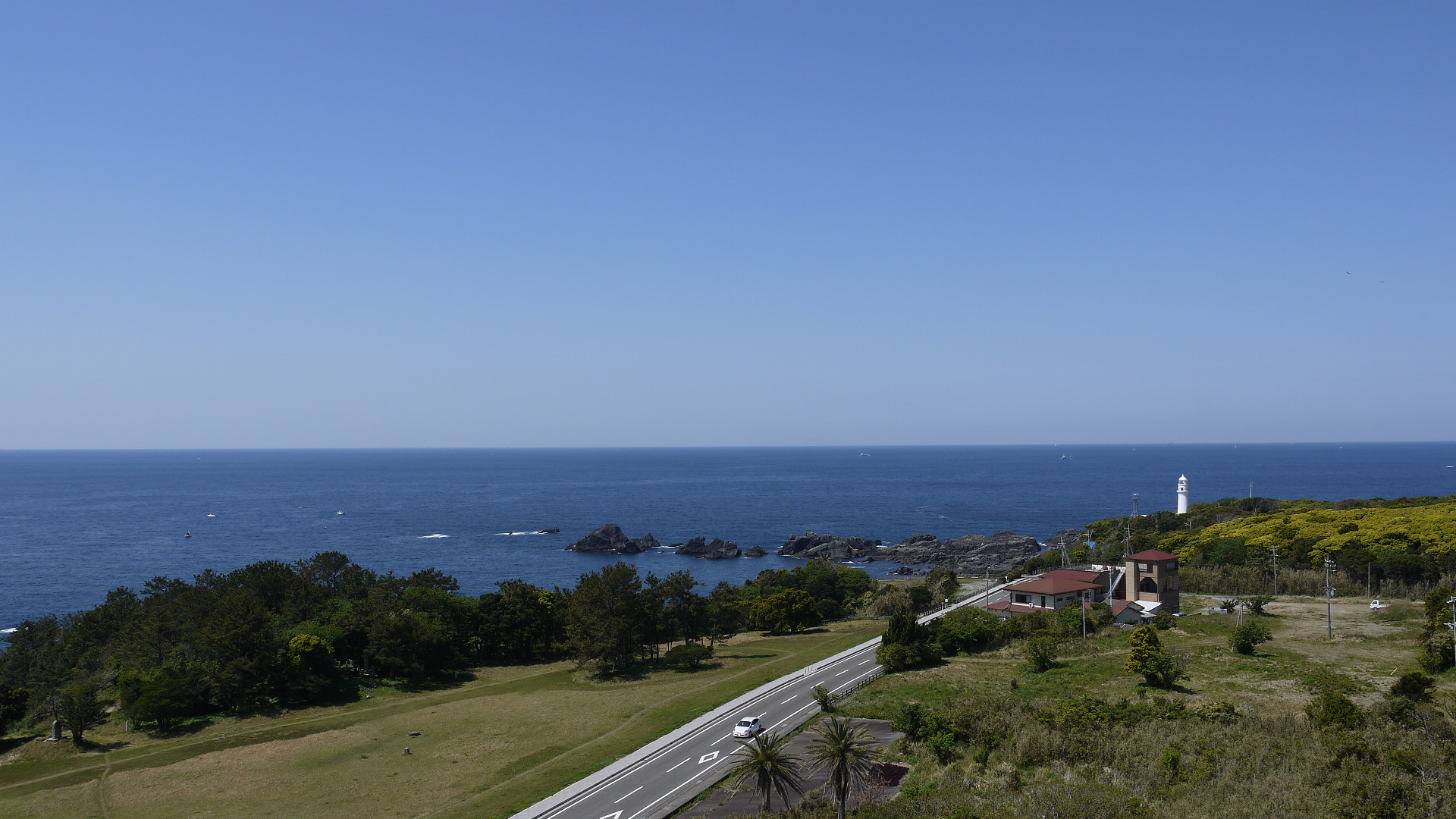
潮岬観光センター展望塔から

- 和歌山県
  - 東牟婁郡串本町

### 交差する道路
- 国道42号（起点）
- 和歌山県道40号樫野串本線（東牟婁郡串本町串本、浅海交差点）
- 国道42号（終点）

### 沿線
- 潮岬灯台【北緯33度26分17.0秒 東経135度45分24.9秒 / 北緯33.438056度 東経135.756917度】
- 潮岬